# Volo Flying Tiger Line 66
Il volo Flying Tiger Line 66 era un volo per trasporto merci internazionale dall'aeroporto di Singapore-Changi, Singapore, all'aeroporto di Hong Kong Kai Tak, Hong Kong, con scalo intermedio all'aeroporto di Subang-Sultano Abdul Aziz Shah, in Malaysia. Il 19 febbraio 1989, un Boeing 747-249F di proprietà della FedEx operante sulla rotta si schiantò durante la fase di avvicinamento in Malaysia. L'aereo colpì una collina a 437 piedi (133 m) sul livello del mare e a 12 chilometri (6,5 nmi) da Kuala Lumpur, provocando la morte di tutti e quattro i membri dell'equipaggio a bordo.

## L'aereo
Il velivolo coinvolto era un Boeing 747-249F, marche N807FT, numero di serie 21828, numero di linea 408. Volò per la prima volta nel novembre 1979 e venne consegnato un mese dopo a Flying Tiger Line. Era spinto da 4 motori turboventola Pratt & Whitney JT9D-7Q. Al momento dell'incidente, l'aereo aveva poco più di nove anni e aveva accumulato 34 000 ore di volo in 9 000 cicli di decollo/atterraggio.

## L'equipaggio
L'equipaggio era composto dal comandante Francis "Frank" Halpin (53); dal primo ufficiale Jack Robinson (54); e dall'ingegnere di volo Ronald Penton (70). A bordo c'era anche Leonard Sulewski (53), un meccanico della compagnia.

## L'incidente
L'aereo stava eseguendo un avvicinamento NDB alla pista 33 dell'aeroporto Sultan Abdul Aziz Shah, Kuala Lumpur, dopo un volo di circa 30 minuti dall'aeroporto di Singapore Changi. Durante la discesa, il volo venne autorizzato a passare per il waypoint "Kayell" con un codice morse di "KL". Due radiofari diversi erano codificati in modo identico "KL", così come l'abbreviazione del VOR (Kuala Lumpur abbreviata in "KL") e l'aeroporto (talvolta indicato come "KL" dall'ATC locale invece del completo "Kuala Lumpur"). L'equipaggio non era sicuro fino a che punto fosse stato autorizzato e il registratore vocale della cabina di pilotaggio rivelò che i piloti discutevano su quali frequenze dovevano essere impostate le radio e quale avvicinamento avrebbero dovuto effettivamente condurre (anche negli ultimi momenti del volo, il comandante fece riferimento all'avvicinamento ILS per la pista 33 che era stato comunicato essere "inoperativo" dall'ATIS; inoltre, l'ATC aveva riferito in precedenza all'equipaggio che l'avvicinamento ILS non era disponibile).
L'ATC trasmise via radio al volo, "Tiger 66, scendi due quattro zero zero [2 400 piedi (730 m)], autorizzato per la pista 33 con avvicinamento NDB". Il comandante Halpin, che sentì "scendere a quattro zero zero [400 piedi (120 m)]", rispose con "Ok, quattro zero zero" (che significa 400 piedi sopra il livello del mare, 2.000 piedi troppo basso). Il registratore vocale della cabina di pilotaggio rivelò anche diversi difetti nella comunicazione tra l'equipaggio e il controllore, avvenuti prima di questo specifico errore, e una natura generale caotica del comandante, che era il pilota che monitorava gli strumenti in questa tratta del viaggio.
Durante la parte finale dell'avvicinamento, il sistema di allarme di prossimità al suolo diede numerosi e chiari avvertimenti che vennero completamente ignorati dall'equipaggio; l'aereo colpì una collina a 437 piedi (133 m) sul livello del mare, provocando la morte di tutte e quattro le persone a bordo; due piloti, un ingegnere di volo e un meccanico aeronautico. Il conseguente incendio durò due giorni.

## Le indagini
Il primo ufficiale, durante la discesa, si lamentò di non avere una carta di avvicinamento davanti a sé e quindi di non poterlo studiare dettagliatamente. Dal punto di vista di un pilota, questo da solo sarebbe considerato la causa dell'incidente perché la carta di avvicinamento (un grafico) fornisce al pilota le rotte e le altitudini minime necessarie per eseguire l'avvicinamento senza impattare con il terreno. Il grafico avrebbe indicato l'altitudine minima di discesa di 2 400 piedi (730 m), prevenendo l'incidente. Volare un avvicinamento senza fare riferimento alla carta fu una grave negligenza.
Inoltre, il primo ufficiale, che era il pilota ai comandi, espresse preoccupazione per la conduzione dell'approccio NDB e indicò una preferenza per l'ILS per la pista 15. Tuttavia, egli non fu assertivo e non furono intraprese azioni correttive. Il comandante respinse la sua preoccupazione dicendo che conosceva l'aeroporto e i suoi vari avvicinamenti.
Un fattore che contribuì a questo incidente fu la fraseologia non ICAO utilizzata dal controllo del traffico aereo di Kuala Lumpur e dal comandante dell'aereo. Questo causò una mal interpretazione delle istruzioni fornite all'equipaggio. Tuttavia, questo particolare volo controllato contro il suolo fu il risultato di una mancata aderenza dell'equipaggio alla procedura di avvicinamento strumentale, scarsa gestione delle risorse dell'equipaggio e scarsa consapevolezza situazionale.

## Conseguenze
Questo incidente sottolineò la necessità di una maggiore consapevolezza e formazione delle tecniche di gestione delle risorse dell'equipaggio e delle procedure operative standard. Viene tuttora utilizzato come esempio di "cose non fare" da organizzazioni di addestramento al volo come FlightSafety International. La produzione video della FAA utilizzando la registrazione e la trascrizione del CVR originale è ancora utilizzata per studiare gli eventi e per migliorare le tecniche attuali. Molte di queste informazioni derivano da quel video.